# كينغز كويست (لعبة فيديو 2015)
كينغز كويست (بالإنجليزية: King's Quest)‏ ، هي لعبة فيديو إلكترونية من نوع مغامرات ، نشرها شركة سييرا انترتنمنت سنة 2015م ، وتعمل على أنظمة الشتغيل كل من بلاي ستيشن 3 وبلاي ستيشن 4 وإكس بوكس 360 وإكس بوكس ون ومايكروسوفت ويندوز.